# Жан де Вільє
Жан де Вільє (фр. Jean de Villiers; д/н —1294) — 21-й великий магістр ордену госпітальєрів у 1284—1294 роках.

## Життєпис
Походив зі шляхетського роду в облості Бовуазі, прикордонній землі Іль-де-Франсу. Перша письмова згадка відноситься до літа 1269 року, коли за наказом великого магістра Гуго де Ревеля прибув до Палестини. Навесні 1277 року призначається командором Триполі, але через кілька років покинув Схід, і з літа 1282 року обіймав посаду пріора Франції. Звістка про обрання Великим Магістром госпітальєрів було отримано ним влітку 1285 року, але він залишався у Франції до осені 1286 року, намагаючись в Провансі сформувати нові загони хрестоносців, проте без особливого успіху. Для отримання коштів продав землі ордену в графстві Була абатству Мармутьє.
У жовтні 1288 скликав в Акрі Генеральний капітул, головними завданнями якого було зміцнення дисципліни і вироблення заходів з протидії захоплення володінь ордену мамлюками. Втім дії госпітальєрів та інших християнських сеньйорів не мали успіху: 1289 року було втрачено Триполі (госпітальєри тоді ж втратили замки Нефіна й Батрун), 1291 року впала Акра. При цьому Жан де Вільє був важко поранено, його ледве встигли перенести на галеру, на якій було відправлено до Кіпру. Госпітальєри залишили Палестину, отримавши від кіпрського короля Генріха II у володіння замок Колоссі біля Лімасолу. Тут госпітальєри стали зватися Орденом лицарів Кіпру, змушені були визнати зверхність Генріха II, якому сплачувати внесок за користування замком.
1291 року було проведено новий Генеральний капітул, на якому пропозиція про переїзд до Італії відкинуто. Головним завданням стало повернення священних місць та захист прочан. тепер загони госпітальєрів стали здійснювати грабіжницькі напади на приморські володіння Мамлюцького султанату. Водночас з ініціативи великого магістра орден став формувати власний флот, з яким також боровся проти арабських піратів. При цьому зміцнювалися фортифікаційні споруди Лімассола, облаштовувалися гавані.
6 жовтня 1292 року на Кіпрі скликав черговий Генеральний капітул, на якому постановили, що 1 лицар може мати не більше 3 коней, збруя яких не повинна містити золотих чи срібних прикрас. Постанова не поширювалося на госпітальєрів Піренейського півострова. 20 жовтня 1293 року наступний Генеральний капітул було присвячено посиленню внутрішньої дисципліни і субординації. Вжитими тоді положеннями про вибори великого магістра керувалися до 1623 року.
Помер Жан де Вільє в Лімасолі на початку 1294 року. Новим очільником госпітальєрів став Одон де Пен.